# Museum voor Schone Kunsten (Luik)
Het Museum voor Schone Kunsten van Luik (Frans: Musée des Beaux-Arts de Liège, afgekort: BAL) is een voormalig museum van oude en moderne kunst in de Belgische stad Luik. Het museum werd in 2011 opgericht en was een fusie van een drietal voorheen onafhankelijk van elkaar opererende Luikse kunstmusea. Het museum sloot zijn deuren op 28 februari 2016, waarna de collectie werd overgebracht naar het gerenoveerde en uitgebreide Paleis voor Schone Kunsten van Luik in het Parc de la Boverie. Het nieuwe museum opende op 5 mei 2016 zijn deuren onder de naam La Boverie.

## Huisvesting
Het museum was gevestigd in een gebouw van de architect Henri Bonhomme uit de jaren tachtig in het historische centrum van Luik, vlak bij het museum voor kunst en oudheden, het Grand Curtius. De vaste collectie werd onder andere tentoongesteld in een spiraalvormige expositieruimte van het pand dat voordien het Musée de l'Art Wallon huisvestte. In de Salle Saint-Georges werd het werk van hedendaagse kunstenaars uit Luik en Wallonië geëxposeerd.
Bij de oprichting van het BAL in 2011 was het aanvankelijk de bedoeling dat dit museum in het gebouw in Féronstrée gehuisvest zou blijven. Het Paleis voor Schone Kunsten van Luik in het Parc de la Boverie, zou na renovatie en uitbreiding een nieuw museum voor hedendaagse kunst gaan herbergen, het Centre International d’Art et de Culture (CIAC). Uiteindelijk werd gekozen voor één groot kunstenmuseum, La Boverie. Wat met het gebouw in Féronstrée gaat gebeuren, is nog niet bekend.

## Collecties
De museumcollectie van het Museum voor Schone Kunsten ontstond door samenvoeging van de voorheen zelfstandige collecties van het Museum van Waalse Kunst (Musée de l'Art Wallon), het Museum voor Moderne en Hedendaagse Kunst (Musée d'art moderne et d'art contemporain, ofwel MAMAC) en het Prentenkabinet (Cabinet des Estampes et des Dessins). Verder werden een aantal topwerken uit de collectie van het Grand Curtius (waaronder het beroemde portret van Napoleon door Ingres) naar het nieuwe museum overgeheveld.

### Collectie Waalse kunst
Tot de hoogtepunten in de collectie van het voormalige Musée de l'Art Wallon behoren werken van de Luikse renaissancekunstenaar Lambert Lombard en de Luikse barokschilders Gérard Douffet, Walthère Damery, Bertholet Flémal, Englebert Fisen, Gerard de Lairesse, Nicolas de Fassin, Léonard Defrance en Pierre-Michel de Lovinfosse, de 18e-eeuwse beeldhouwer Jean Del Cour, de neoclassicistische schilder François-Joseph Navez, de 19e-eeuwse romantische schilder Antoine Wiertz en de 19e-eeuwse beeldhouwers Victor Rousseau en Léon Mignon. Het Museum van Waalse Kunst bezat tevens werken van bekende Belgische kunstenaars uit het begin van de twintigste eeuw (waarvan een aantal waren uitgeleend aan het MAMAC), zoals Félicien Rops, René Magritte, Alfred Stevens, Henri Evenepoel, Paul Delvaux, George Minne en Constantin Meunier.

### MAMAC-collectie
De ruim 700 stuks tellende collectie schilderijen en beeldhouwwerken van het voormalige Musée d'art moderne et d'art contemporain (MAMAC) toont voornamelijk de Belgische en Franse scholen van na 1850 tot vandaag. Centraal in de collectie staat de zogenaamde Luzern-aankoop, negen belangrijke schilderijen van onder andere Picasso, Chagall, Gauguin en Ensor, die de stad Luik op een veiling van entartete Kunst in 1939 wist te verwerven. Van een aantal naoorlogse werken (o.a. Arp, Jacobsen, Magnelli, Hartung, Bury en Muyle) is nog onduidelijk of deze in het nieuw opgerichte Centre International d’Art et de Culture (CIAC) in het oude BAL-gebouw zullen blijven, of dat ze de rest van de collectie naar La Boverie zullen volgen. Enkele van de belangrijkste werken uit de MAMAC-collectie:
- Camille Corot, Landschap in Saintonge, 1862
- Claude Monet, Havenbassin ('Le bassin du commerce'), 1874
- Fernand Khnopff, Portret van Mme Edmond Khnopff, 1882
- Théo van Rysselberghe, De zusters van de schilder Schlobach, 1884
- Paul Signac, Kasteel van Comblat, 1887
- Evariste Carpentier, La laveuse de navets, 1890
- James Ensor, De dood en de maskers, 1897
- George Minne, Moederlijke extase, 1900
- Camille Pissarro, Het Louvre, voorjaar, 1901
- Paul Gauguin, De tovenaar van Hiva ('Le sorcier d'Hiva'), 1902
- Jef Lambeaux, Gewonde Faun ('Le faune mordu'), 1903
- Pablo Picasso, Portret van de familie Soler, 1903
- Max Liebermann, Ruiter op het strand, 1904
- Othon Friesz, Haven van Antwerpen, 1906
- Raoul Dufy, Landschap bij Sainte-Adresse, 1908
- Franz Marc, Paarden in de wei, 1910
- Maurice de Vlaminck, Stilleven, 1910
- Rik Wouters, Man met strohoed, 1913
- Marc Chagall, Blauw huis, 1920
- Kees van Dongen, De violiste, 1922
- Maurice Utrillo, Molen van Galette ('Le Moulin de la Galette'), 1922
- Oskar Kokoschka, Monte Carlo, 1925
- Fernand Léger, Profiel met vaas ('Le profil au vase'), 1927
- Frits Van den Berghe, De gevangene, 1927
- Constant Permeke, Echtgenoten, 1932
- Gustave De Smet, Blauwe boerderij, 1939
- Henri Matisse, Sirene, 1949
- Victor Vasarely, Bhopal, 1949
- Serge Poliakoff, Oranje ruimte, 1950
- Jean Arp, Duoschilderij, 1954
- René Magritte, Naar het Absolute ('A la recherche de l'Absolu'), 1960

### Collectie prentenkabinet
De collectie werken op papier van het Cabinet des Estampes et des Dessins bestaat uit ca. 40.000 tekeningen en prenten uit de 16e tot de 21e eeuw, voor het grootste deel werken van Luikse kunstenaars, maar ook voorbeelden van Duitse, Italiaanse, Franse, Vlaamse en Hollandse school. Een groot deel van de prenten en tekeningen van voor 1800 zijn afkomstig van de verzameling van de kanunnik en koormeester van de Sint-Lambertuskathedraal Henri Hamal. Ruim 2000 werken werden bijeengebracht door de 19e-eeuwse Luikse verzamelaar Ulysse Capitaine.

## Fotogalerij

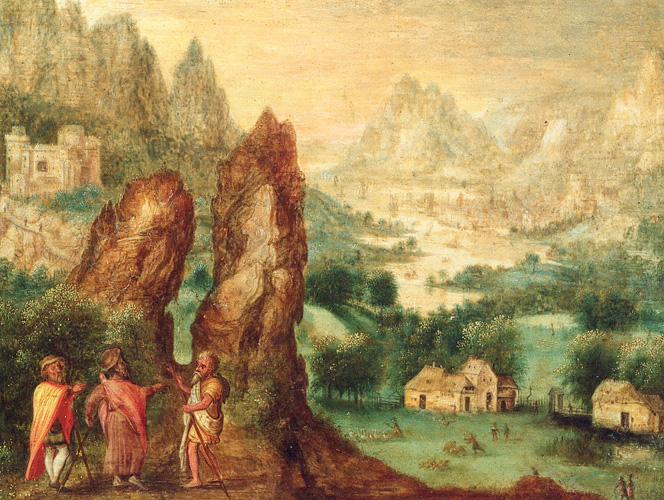
Landschap met Emmaüsgangers (Herri met de Bles, ca. 1525-50)
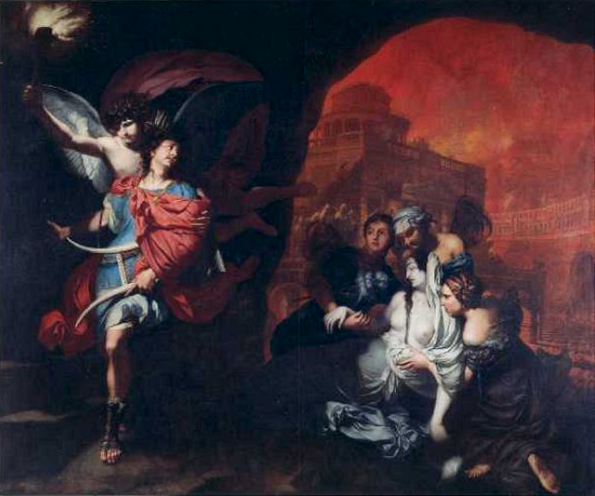
Orpheus in de onderwereld (Gerard de Lairesse, ca. 1662)
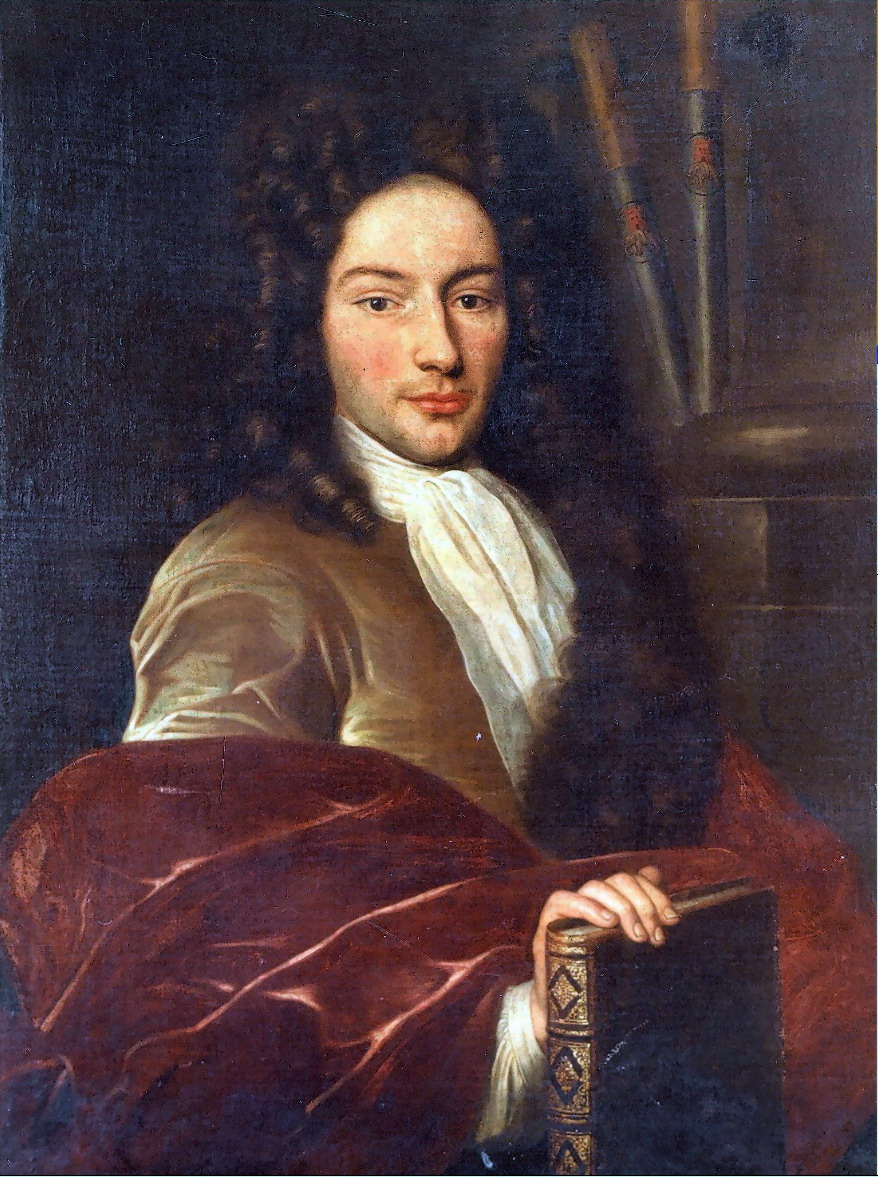
Portret Hubert du Château (Edmond Plumier, ca. 1710-30)
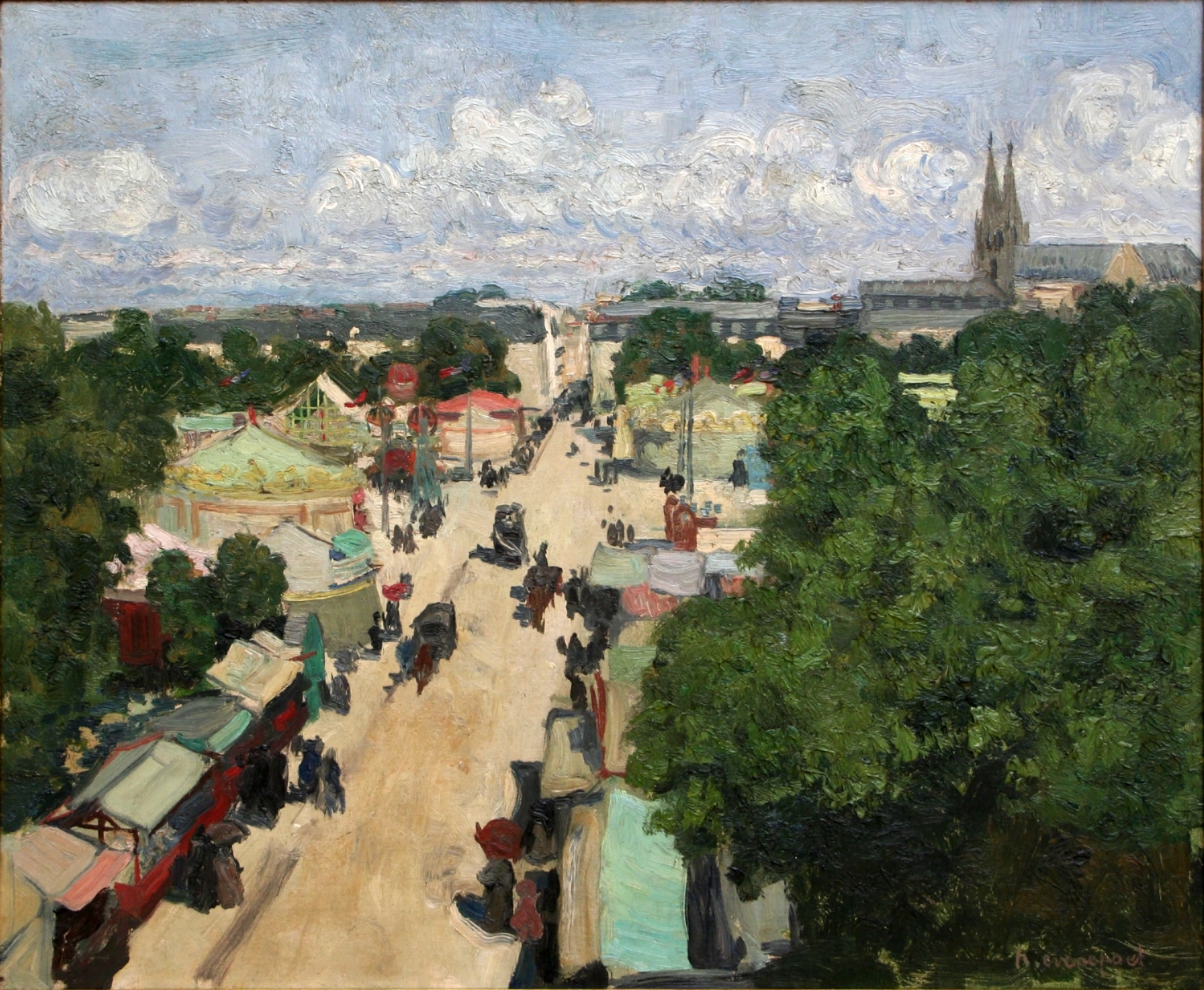
Kermis op Les Invalides (Henri Evenepoel, 1897)
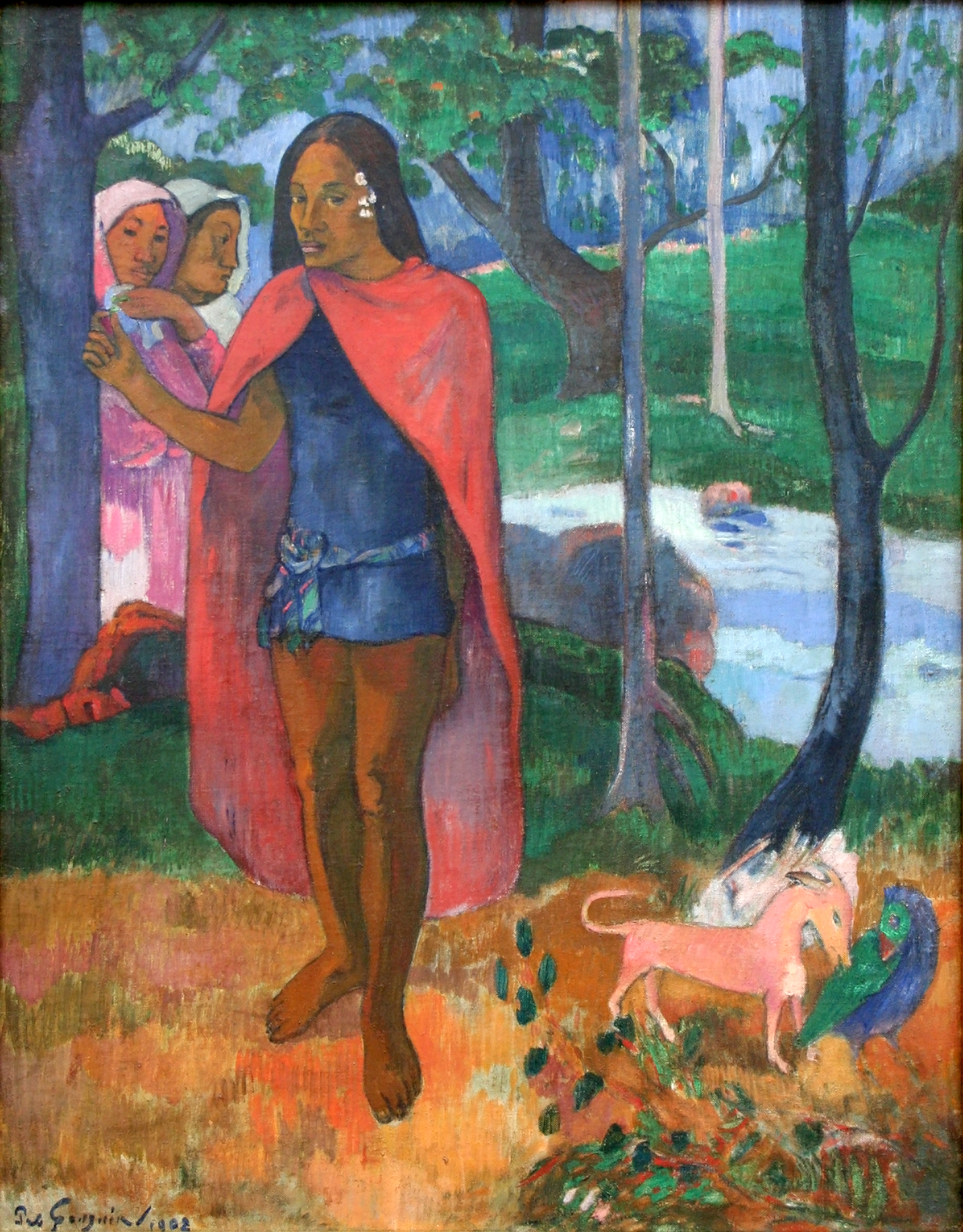
Tovenaar van Hiva (Paul Gauguin, 1902)
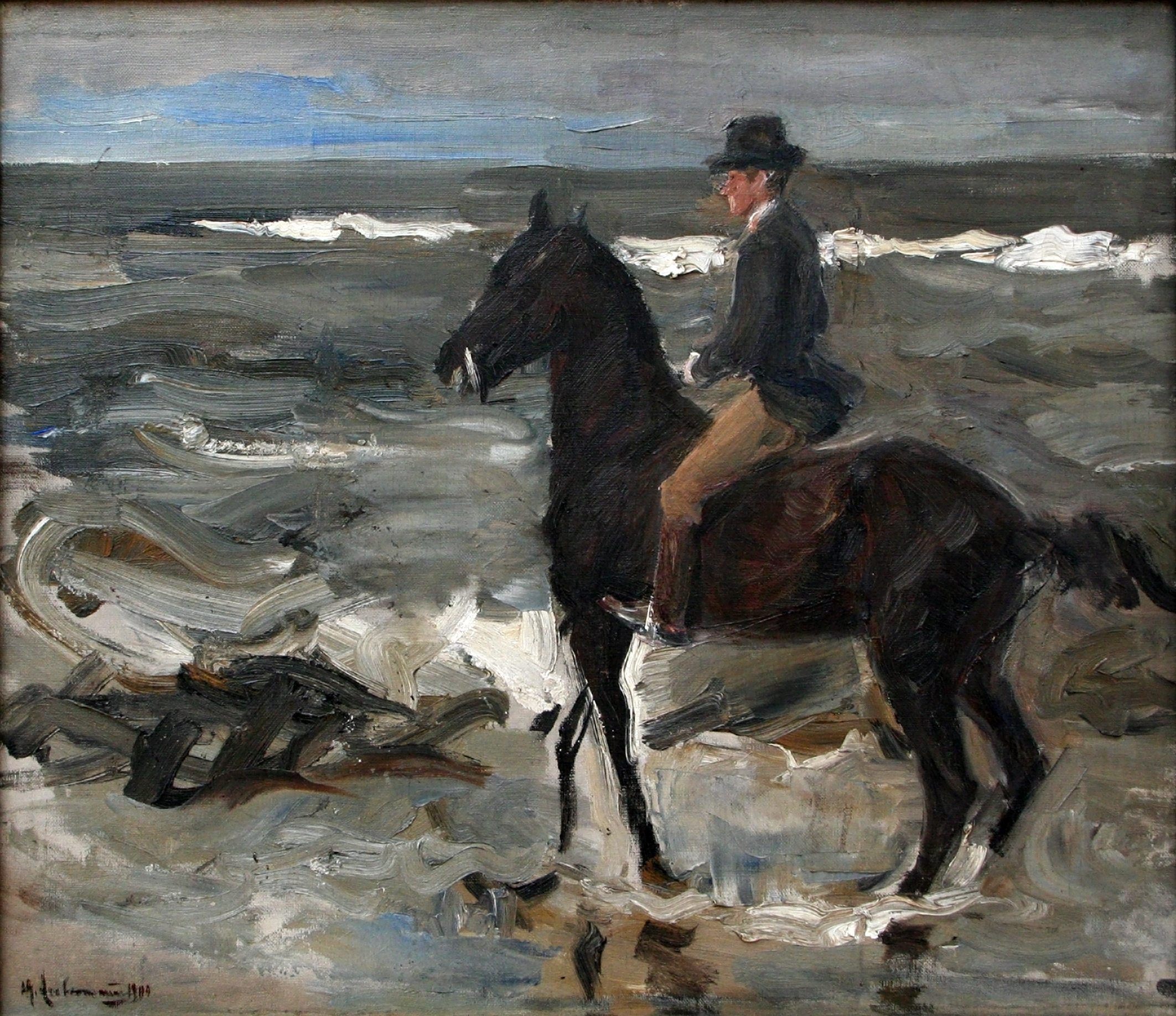
Ruiter op het strand (Max Liebermann, 1904)
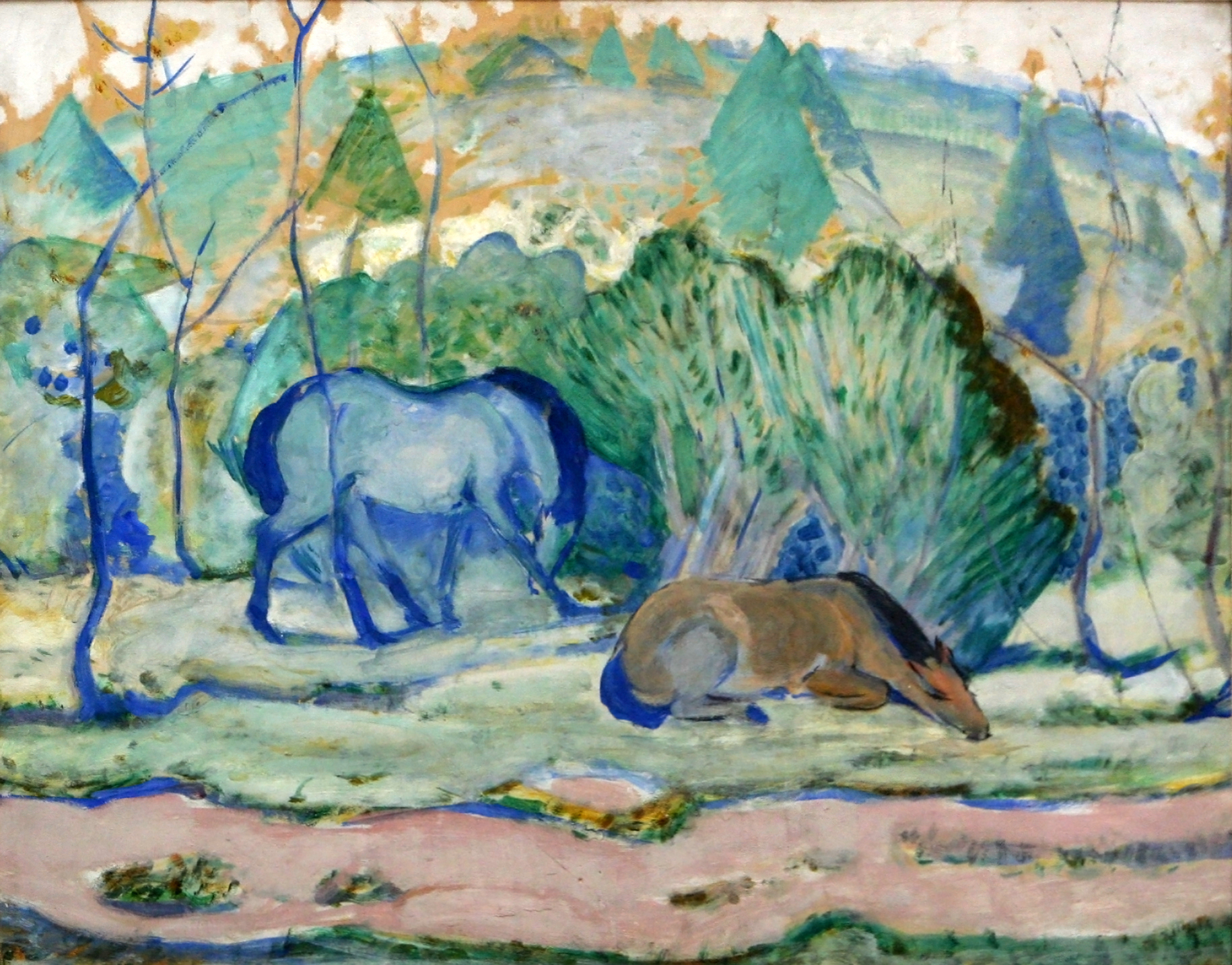
Paarden in de wei (Franz Marc, 1910)
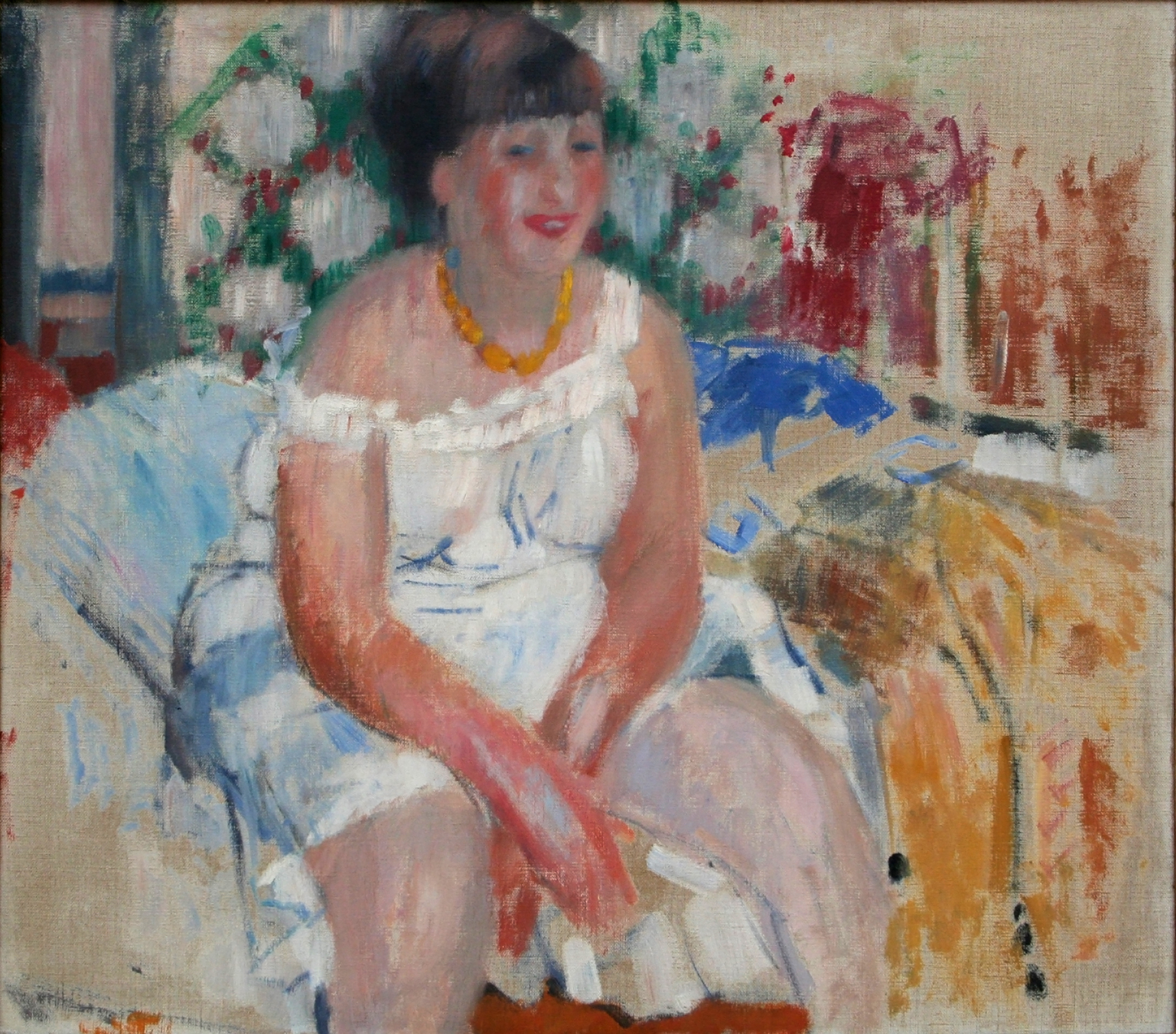
Vrouw zittend op bed (Rik Wouters, 1912)